# Atlasz (keresztnév)
Az Atlasz görög mitológiai név, jelentése: szenvedő, tűrő.

## Gyakorisága
Az 1990-es években szórványosan fordult elő, a 2000-es években nem szerepel a 100 leggyakoribb férfinév között.

## Névnapok
- április 6.[2]

## Híres Atlaszok
- Atlasz: a görög mitológiában a titánok leszármazottja, az óriás, aki a vállán tartja az égboltot.